# Càntera
|  | Per a altres significats, vegeu «Càntera (recipient)». |

La càntera, càntara o xopa (Spondyliosoma cantharus) és un peix marí, teleosti, de la família dels espàrids i de l'ordre dels perciformes.

## Morfologia
- La talla màxima és de 50 cm i arriba a pesar 3 kg.
- El cos presenta un perfil dorsal el·líptic i és llarg i comprimit.
- Els mascles presenten el dors més alt.
- El cap, de perfil convex, i la boca són petits.
- Rostre punxegut.
- Els ulls són grossos.
- Dents curtes i fines.
- Manca de molars.
- La dorsal és llarga.
- Les pectorals arriben fins a l'inici de l'anal.
- Les pèlviques són curtes.
- La caudal és escotada.
- El dors és gris i els costats són d'un gris plomís.
- Té unes 15-20 línies longitudinals grogues.
- L'opercle és de color marró.
- Les òrbites oculars són de color blau.[2]

## Reproducció
És un peix hermafrodita proterogínic. Durant els mesos d'abril i maig dipositen els ous dins forats excavats amb la caudal a la sorra. Els mascles, que prenen un color molt més fosc, protegeixen els ous i que es desclouran al cap de nou dies.

## Alimentació
És carnívor d'invertebrats bentònics, però pot alimentar-se d'algues.

## Hàbitat
És semipelàgic costaner. Viu sobre fons rocallosos i a praderies entre els 20 i 150 m. Els mascles viuen a major fondària que les femelles i a fons sorrencs.

## Distribució geogràfica
Apareix al Mediterrani i a l'Atlàntic nord-oriental (des d'Escandinàvia fins a Namíbia).

## Costums
Els joves poden formar bancs molt nombrosos i els adults són més solitaris.

## Pesca
La seua carn és apreciada i la pesca es realitza amb nanses, tremalls, palangres i volantí. Els adults es poden pescar amb fusell, però no és una presa molt comuna als Països Catalans.